# José Legrá

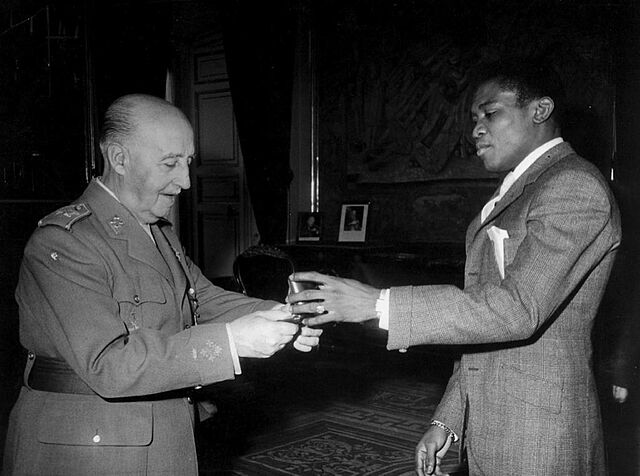
Legrá con Francisco Franco a finales de los años 60.

José Adolfo Legrá Utría (Baracoa, Cuba, 19 de abril de 1943) es un exboxeador de peso pluma cubano-español, nacionalizado español en 1966. Se le apodaba como «El puma de Baracoa».

## Biografía
José Adolfo Legrá Utría nació el 19 de marzo de 1943 en Baracoa, Cuba.
Se instaló en la localidad de Carballo, A Coruña, o los 21 años de edad , debutando contra Gayo por el título de campeón de España. 
Su debut boxístico se produce en Cuba como boxeador aficionado, con un palmarés de 22 combates ganados de 23 disputados. Desde su Baracoa natal se traslada a La Habana para hacerse profesional. En sus primeros combates sumó doce victorias, un nulo y una derrota ante Bobby Luis. Al no poder ejercer el boxeo en su país por la prohibición del gobierno comunista cubano sobre el deporte profesional, Legrá abandona el país y emigra a España en 1963.
De la mano de Kid Tunero en España empieza a labrarse un futuro en el boxeo profesional, que se vería, gracias a su boxeo ágil y elegante, coronado por el mayor de los éxitos. En 1965, se enfrenta al galés, Howard Winstone, que era el campeón de Europa, pero como Legrá no tenía todavía la ciudadanía española, no pudo disputar el título europeo.
Obtiene la nacionalización española en 1966. En 1967 es nombrado coaspirante al título europeo contra el francés Yves Desmarets, lugar que ha dejado vacacante Howard Winstone al proclamarse campeón del mundo, y Legrá gana por KO en el tercer asalto.
En el apogeo de su carrera, obtiene el derecho a disputar el título mundial. El 24 de julio de 1968 pelea en el Coney Beach Arena de Porthcawl, ante el galés Winstone y vence por nocaut técnico en el quinto asalto. El combate es televisado en directo por la primera cadena de TVE. Al finalizar el combate, los españoles que presenciaron en directo la victoria de Legrá, saltaron al ring y pasearon en hombros al nuevo monarca del peso pluma. Sobre el cuadrilátero Legrá entonó a pleno pulmón el "la, la, la" a dúo con Matías Prats que retransmitía el combate para Radio Nacional de España.
En 1969 en Londres, pierde por puntos en una decisión muy polémica el título mundial ante el australiano Johnny Famechon, pero lo recupera en 1971 ante Clemente Sánchez en Monterrey. En ese intervalo vuelve a ser campeón de Europa, venciendo en 1970 al italiano Galli en Madrid en la única velada que se ha organizado en España donde se han disputado dos títulos continentales. El promotor fue el popular actor Tony Leblanc.
En 1973, pierde por puntos el título mundial ante el brasileño Eder Jofré. A partir de ahí su carrera empieza a declinar y se cierra con un combate ante Danny Valdés al que vence por puntos en 1975 en Estados Unidos.
José Legrá fue un boxeador de estilo fino, que en sus combates "bailaba" constantemente sobre el ring, lo que producía el desconcierto de sus adversarios y la admiración de los aficionados. Por otro lado, su verborrea anterior a los combates, similar a la del mítico Cassius Clay le hicieron muy popular en todo el mundo. De hecho, en el Reino Unido donde realizó varios combates y gozaba de la admiración del entendido público británico, lo conocían como "el pequeño Cassius Clay".
Fue un boxeador muy popular en una época en que los que púgiles como Carrasco, Urtain, Miguel Velázquez, Roberto Castañón o Legrá tenían una fama similar a los astros del balompié del momento. Su palmarés es de 150 combates, de los cuales venció en 135, perdió en 11, y 4 combates nulos. A principios de los años 90 en España, en el recién creado canal Telecinco aparecía habitualmente en programas de variedades como Tutti Frutti o Vip noche.
En abril de 2020 fue hospitalizado por el COVID-19, del cual se recuperó en su totalidad.

## Principales combates
- 22 de diciembre de 1967, Madrid, España. Legrá derrota a Yves Desmarets por KO técnico en tres asaltos y se proclama campeón de Europa del peso pluma.
- 24 de diciembre de 1968, Porthcawl, País de Gales, Reino Unido. Legrá derrota a Howard Wistone y se proclama campeón del mundo del peso pluma en versión de Consejo Mundial de Boxeo.
- 21 de enero de 1969, Londres, Inglaterra, Reino Unido. Legrá es derrotado por puntos en quince asaltos ante Johnny Famechon y pierde su corona mundial de los pesos plumas en versión del Consejo Mundial de los plumas.
- 26 de junio de 1970, Madrid, España. Legrá derrota a Tommaso Galli, por puntos en quince asalto y se proclama campeón de Europa del peso pluma.
- 25 de enero de 1971, Londres, Reino Unido. Legrá vence a Jimmy Revive por puntos en 15 asalto y retiene su corona europea.
- 14 de agosto de 1971, Alicante, Comunidad Valenciana, España. Legrá derrota a Giovani Girgentti y retiene el título europeo.
- 15 de febrero de 1972, Londres, Reino Unido. Legrá vence a Evan Armstrong y retiene el cetro europeo.
- 17 de mayo de 1972, Birmingham, Reino Unido. Legrá gana a Tommy Glencross y retiene el título de Europa.
- 6 de octubre de 1972, Madrid, España. Legrá vence a Daniel Vermandere, por puntos en 15 asalto, conservando el título de Europa.
- 16 de diciembre de 1972, Monterrey, México. Legrá vence a Clemente Sánchez y se proclama campeón del mundo del peso pluma versión en el Consejo Mundial de Boxeo.
- 5 de mayo de 1973, Brasilia, Brasil. Legrá es derrotado por Eder Jofre por puntos en 15 asaltos.

## Combates disputados desde su llegada a España
| Resultado | Rival                   |     | Asalto  | Fecha      | Localidad              |
| --------- | ----------------------- | --- | ------- | ---------- | ---------------------- |
| Derrota   | Alexis Argüello         | KOT | 1 (10)  | 24/11/1973 | Masaya                 |
| Victoria  | Jimmy Bell              | PTS | 10      | 1/8/1973   | Palma de Mallorca      |
| Derrota   | Eder Jofre              | PTS | 15      | 5/5/1973   | Brasilia               |
| Victoria  | Clemente Sánchez        | KOT | 10 (15) | 16/12/1972 | Monterrey              |
| Victoria  | Daniel Vermandere       | PTS | 15      | 6/10/1972  | Madrid                 |
| Derrota   | Jonathan Dele           | PTS | 10      | 21/6/1972  | Barcelona              |
| Victoria  | Tommy Glencross         | PTS | 15      | 17/5/1972  | Birmingham             |
| Victoria  | Evan Armstrong          | PTS | 15      | 15/2/1972  | Kensington             |
| Victoria  | Ben Salah Abdesselem    | KO  | 1 (10)  | 15/1/1972  | Alicante               |
| Victoria  | Marius Cordier          | KOT | 3 (10)  | 26/8/1971  | Alicante               |
| Victoria  | Giovanni Girgenti       | KO  | 9 (15)  | 14/8/1971  | Alicante               |
| Derrota   | Tahar Ben Hassen        | KO  | 4 (10)  | 21/5/1971  | Madrid                 |
| Victoria  | David Pesenti           | KOT | 8 (10)  | 8/5/1971   | Bilbao                 |
| Victoria  | Marius Cordier          | KOT | 3 (10)  | 15/4/1971  | Barcelona              |
| Victoria  | Jimmy Revie             | PTS | 15      | 25/1/1971  | Piccadilly             |
| Victoria  | Renato Galli            | PTS | 10      | 26/12/1970 | Alicante               |
| Victoria  | Abel César Almaraz      | KO  | 4 (8)   | 12/12/1970 | Santa Cruz de Tenerife |
| Victoria  | Bruno Melissano         | PTS | 10      | 14/11/1970 | Madrid                 |
| Victoria  | Ugo Poli                | PTS | 10      | 24/10/1970 | Madrid                 |
| Victoria  | Tommaso Galli           | PTS | 15      | 26/6/1970  | Madrid                 |
| Victoria  | Domenico Chiloiro       | KOT | 7 (10)  | 22/5/1970  | Madrid                 |
| Victoria  | Rolf Kersten            | KOT | 1 (10)  | 11/4/1970  | Santa Cruz de Tenerife |
| Victoria  | Jimmy Bell              | PTS | 10      | 5/3/1970   | Barcelona              |
| Victoria  | Evan Armstrong          | PTS | 10      | 5/2/1970   | Barcelona              |
| Victoria  | Miguel Herrera          | KOT | 2 (10)  | 11/12/1969 | Barcelona              |
| Victoria  | Rey Miller              | KO  | 2 (10)  | 24/10/1969 | Madrid                 |
| Derrota   | Vicente Saldívar        | PTS | 10      | 18/7/1969  | Inglewood              |
| Victoria  | Domenico Scalco         | KOT | 1 (8)   | 13/6/1969  | Madrid                 |
| Victoria  | Vicente Pina            | KO  | 4 (10)  | 30/5/1969  | Madrid                 |
| Derrota   | Johnny Famechon         | PTS | 15      | 21/1/1969  | Kensington             |
| Victoria  | Félix Said Brami        | KO  | 1 (10)  | 28/10/1968 | París                  |
| Victoria  | Bob Allotey             | PTS | 10      | 5/10/1968  | Bilbao                 |
| Victoria  | Howard Winstone         | KOT | 5 (15)  | 24/7/1968  | Porthcawl              |
| Victoria  | Fernando Tavares        | KO  | 2 (10)  | 12/6/1968  | Logroño                |
| Victoria  | Klaus Jacoby            | KO  | 6 (10)  | 10/5/1968  | Madrid                 |
| Victoria  | Joe Tetteh              | PTS | 10      | 25/4/1968  | Barcelona              |
| Victoria  | Ernesto Miranda         | KOT | 4 (10)  | 14/3/1968  | Barcelona              |
| Victoria  | Ernesto Miranda         | PTS | 10      | 2/2/1968   | Bilbao                 |
| Victoria  | Yves Desmarets          | KOT | 3 (15)  | 22/12/1967 | Madrid                 |
| Victoria  | Benito Gallardo         | KOT | 3 (10)  | 9/11/1967  | Barcelona              |
| Victoria  | Paul Rourre             | PTS | 10      | 30/9/1967  | Santa Cruz de Tenerife |
| Victoria  | Fernando Tavares        | KOT | 7 (10)  | 2/9/1967   | Santa Cruz de Tenerife |
| Victoria  | Don Johnson             | PTS | 10      | 30/6/1967  | Madrid                 |
| Victoria  | José Luis Torcida       | PTS | 10      | 24/6/1967  | León                   |
| Victoria  | Paul Rourre             | PTS | 10      | 10/6/1967  | San Sebastián          |
| Victoria  | Maurice Tavant          | PTS | 10      | 2/6/1967   | Madrid                 |
| Victoria  | Mohamed Ben Saouita     | KOT | 1 (10)  | 27/4/1967  | Barcelona              |
| Victoria  | Ameur Lamine            | PTS | 10      | 18/3/1967  | Valencia               |
| Victoria  | Rafiu King              | PTS | 10      | 10/3/1967  | Madrid                 |
| Victoria  | Salvatore Gennatiempo   | KOT | 6 (10)  | 12/2/1967  | Málaga                 |
| Victoria  | Julián González         | PTS | 10      | 21/1/1967  | Santa Cruz de Tenerife |
| Victoria  | Roger Younsi            | PTS | 10      | 14/1/1967  | Santa Cruz de Tenerife |
| Victoria  | Mohamed Halimi Laroussi | KOT | 3 (10)  | 8/1/1967   | Las Palmas             |
| Victoria  | Love Allotey            | PTS | 12      | 23/12/1966 | Madrid                 |
| Victoria  | Jean de Keers           | KO  | 1 (10)  | 2/12/1966  | Madrid                 |
| Victoria  | Héctor Oliva            | KOT | 9 (10)  | 24/11/1966 | Barcelona              |
| Victoria  | Manuel Carvajal         | PTS | 10      | 12/11/1966 | Gijón                  |
| Victoria  | Roberto Marthon         | KOT | 2 (10)  | 27/10/1966 | Bilbao                 |
| Victoria  | Luis Segura             | KOT | 2 (8)   | 15/10/1966 | Zaragoza               |
| Victoria  | Raúl Tejera             | KOT | 2 (10)  | 1/10/1966  | Gijón                  |
| Victoria  | Julián González         | KOT | 7 (8)   | 2/9/1966   | Madrid                 |
| Victoria  | Tommy Thompson          | KOT | 1 (10)  | 20/8/1966  | San Sebastián          |
| Victoria  | Vincenzo Pitardi        | KOT | 5 (10)  | 12/8/1966  | Madrid                 |
| Victoria  | Celmiro Ríos            | KOT | 3 (8)   | 29/7/1966  | Barcelona              |
| Victoria  | José Riveiro            | KOT | 7 (10)  | 2/7/1966   | Oviedo                 |
| Victoria  | José Luis Torcida       | PTS | 10      | 4/6/1966   | Santander              |
| Victoria  | Ángel Chinea            | PTS | 8       | 21/5/1966  | Mataró                 |
| Victoria  | Dris ben Amar           | KOT | 5 (10)  | 7/5/1966   | San Sebastián          |
| Victoria  | Cristóbal Gómez         | PTS | 8       | 30/4/1966  | Málaga                 |
| Victoria  | Héctor Oliva            | PTS | 8       | 15/4/1966  | Madrid                 |
| Victoria  | Jesús Zarco Garbis      | PTS | 10      | 3/4/1966   | Santander              |
| Victoria  | Oye Turpin              | KOT | 2 (8)   | 17/3/1966  | Barcelona              |
| Victoria  | Antonio Paiva           | KOT | 7 (8)   | 3/3/1966   | Barcelona              |
| Victoria  | Cristóbal Gómez         | PTS | 8       | 13/2/1966  | Almería                |
| Victoria  | Juan Rodríguez          | PTS | 8       | 6/1/1966   | Almería                |
| Victoria  | Manuel Calvo            | PTS | 8       | 18/12/1965 | Salamanca              |
| Victoria  | Manuel Calvo            | PTS | 8       | 26/11/1965 | Madrid                 |
| Victoria  | Ramón Casal             | PTS | 8       | 12/11/1965 | Madrid                 |
| Victoria  | José Bisbal             | PTS | 8       | 30/10/1965 | San Sebastián          |
| Victoria  | Luis Segura             | PTS | 8       | 25/9/1965  | Valladolid             |
| Victoria  | Juan de León            | KO  | 4 (8)   | 19/9/1965  | San Sebastián          |
| Victoria  | Tristano Tartarini      | KOT | 1 (8)   | 5/9/1965   | Carballo               |
| Victoria  | Lope de Pablo           | PTS | 8       | 31/8/1965  | Madrid                 |
| Derrota   | Howard Winstone         | PTS | 10      | 22/6/1965  | Blackpool              |
| Victoria  | José Caetano dos Santos | PTS | 8       | 2/6/1965   | Madrid                 |
| Victoria  | Antonio Paiva           | PTS | 8       | 2/4/1965   | Madrid                 |
| Victoria  | Miguel Calderín         | PTS | 8       | 13/3/1965  | Santa Cruz de Tenerife |
| Victoria  | Domingo Cabrera         | KOT | 8 (8)   | 6/3/1965   | Santa Cruz de Tenerife |
| Victoria  | Mario Sitri             | PTS | 8       | 26/2/1965  | Madrid                 |
| Nulo      | Ángel Neches            | PTS | 8       | 30/1/1965  | Bilbao                 |
| Victoria  | Juan Pinto              | PTS | 8       | 22/1/1965  | Madrid                 |
| Victoria  | Renato Galli            | PTS | 8       | 26/11/1964 | Barcelona              |
| Victoria  | José Sánchez Merayo     | KOT | 2 (8)   | 14/11/1964 | Madrid                 |
| Victoria  | Luis Aisa               | PTS | 8       | 31/10/1964 | Madrid                 |
| Victoria  | Antoine Licausi         | PTS | 8       | 10/10/1964 | Madrid                 |
| Victoria  | Vincenzo Pitardi        | PTS | 8       | 18/9/1964  | Madrid                 |
| Victoria  | Luis Aisa               | PTS | 10      | 5/9/1964   | Madrid                 |
| Victoria  | Miguel Calderín         | PTS | 10      | 8/8/1964   | Valencia               |
| Victoria  | Rafael Gayo             | PTS | 8       | 18/7/1964  | Carballo               |
| Victoria  | Ángel Rodríguez         | KO  | 1 (8)   | 2/7/1964   | Valencia               |
| Victoria  | Kid Tano                | PTS | 8       | 4/6/1964   | Las Palmas             |
| Victoria  | Kid Tano                | PTS | 10      | 23/5/1964  | Las Palmas             |
| Victoria  | Miguel Calderín         | PTS | 8       | 7/5/1964   | Madrid                 |
| Nulo      | Kid Tano                | PTS | 8       | 31/3/1964  | Santa Cruz de Tenerife |
| Victoria  | José Luis Martínez      | PTS | 8       | 14/3/1964  | Bilbao                 |
| Victoria  | Toni Alonso             | PTS | 8       | 15/2/1964  | Madrid                 |
| Victoria  | José Luis Biescas       | PTS | 8       | 5/2/1964   | Barcelona              |
| Victoria  | José Luis Martínez      | PTS | 8       | 11/1/1964  | Madrid                 |
| Victoria  | Luis Aisa               | PTS | 8       | 4/12/1963  | Barcelona              |
| Victoria  | Baldomero Arroyo        | PTS | 8       | 2/11/1963  | Madrid                 |
| Victoria  | Lázaro ben Layachi      | KOT | 6 (8)   | 26/10/1963 | Madrid                 |